# Allactite
L'allactite est un minéral arséniate rare des gisements de minerai de manganèse et de zinc métamorphosés. On la trouve en Suède et dans le New Jersey, aux États-Unis. Son nom vient du grec αλλάκτειν / allaktein signifiant « changer », en référence au fort pléochroïsme du minéral. Son symbole IMA est Ala.

## Propriétés
De formule chimique Mn2+7(AsO4)2(OH)8, l'allactite est l'analogue arsénié de l'argandite et de la waterhouséite. Elle cristallise dans le système monoclinique. 
La structure comporte 4 sites hydrogène entièrement occupés et au moins 9 liaisons hydrogène mono-, bi- et trifurquées énergétiquement favorables.

## Gîtologie et gisements
C'est un minéral secondaire rare, nommé par le minéralogiste suédois, Hjalmar Sjogren, en 1884 à partir d'un spécimen trouvé dans les veines des gisements de manganèse métamorphosés (Mine Moss en Suède), associée à la synadelphite, l'hématolite, l'hausmannite, la pyrochroïte, et la fluorine. Dans le gisement de zinc stratiforme métamorphosé de la zone minière de Franklin, New Jersey, elle est associée à la pyroaurite, la leucophoenicite, l'hodgkinsonite, adélite, la franklinite, la willémite, la friedelite, caryopilite, la sphalérite, la Fluorine, la barytine, la calcite, serpentine et la chlorite.
On la trouve principalement en Suède dans plus de 10 gisements, mais aussi aux États-Unis dans trois mines du New Jersey et la mine australienne à ciel ouvert Iron Monarch.

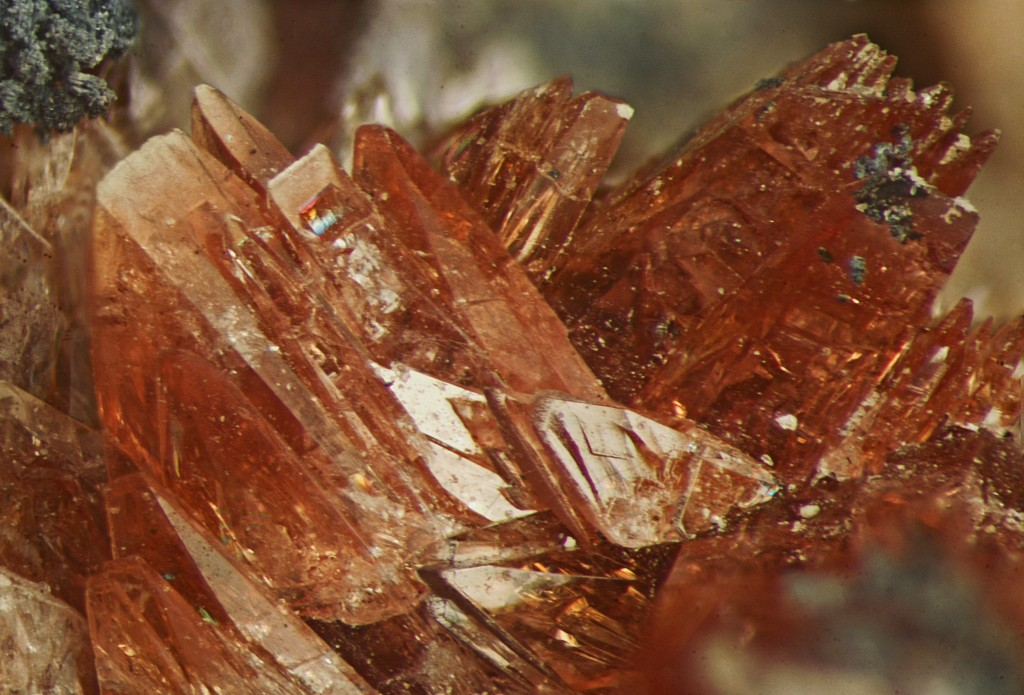
La coloration de l'allactite change selon la direction de la lumière sur un large spectre colorimétrique. Ici, rouge-brun.